# 23 Comae Berenices
23 Comae Berenices là tên của một hệ sao đôi nằm ở phía bắc chòm sao Hậu Phát. Tính từ cực bắc của Ngân Hà của chúng ta, nó nằm chếch về hướng một vài độ. Hệ sao này có thể được nhìn thấy bằng mắt thường là một đốm mờ màu trắng với cấp sao biểu kiến của nó là 4,80. Giá trị thị sai của nó là 10.52 ± 0.52, nghĩa là nó nằm cách chúng ta khoảng xấp xỉ 310 năm ánh sáng. Nó đang tiến về trái đất với vận tốc xuyên tâm là 16 km/s.
Quỹ đạo của hệ sao này là 33 năm, độ lệch tâm của nó là 0,9 và góc nghiêng của trục lớn là 0,219". Ngôi sao thứ nhất, tạm gọi là ngôi sao A, có cấp sao biểu kiến là 4,96. Nó là một ngôi sao gần mức khổng lồ loại A (A0IV). Nó đang rút cạn Hydro trong lõi của nó và đang trong giai đoạn trở thành sao khổng lồ. Bychkov et al. vào năm 2009 đã liệt kê nó là sao Am với từ trường sao trung bình là 26 × 10−4 T.
Tuổi của ngôi sao A là khoảng 210 triệu năm tuổi và giá trị của sự tự quay của sao là 40 km/s. Khối lượng của nó gấp 2,15 lần khối lượng mặt trời, bán kính khoảng 3 lần, độ sáng khoảng 104 lần khi so sánh với mặt trời và nhiệt độ quang cầu của nó là 9675 Kelvin. Về ngôi sao B, hiện vẫn chưa có dữ liệu gì nhiều.

## Dữ liệu hiện tại
Theo như quan sát, đây là hệ sao nằm trong chòm sao Hậu Phát và dưới đây là một số dữ liệu khác:
Xích kinh 12h 34m 51.08058s
Độ nghiêng +22° 37′ 45.3303″
Cấp sao biểu kiến 4.80 (4.96 + 6.90)
Cấp sao tuyệt đối −0.08
Giá trị thị sai 10.52 ± 0.52
Vận tốc hướng tâm −160±18